# Martinho Correia de Morais e Castro
Martinho Correia de Morais e Castro (Tarouca, 11 de Janeiro de 1771 – Paredes, 23 de Junho de 1833), 1.º visconde de Azenha, foi um militar e político miguelista português.

## Biografia
Em 1809, era Major agregado do Regimento de Cavalaria n.º 9 tendo sido nomeado pelo general Francisco da Silveira Pinto da Fonseca Teixeira comandante de Cavalaria nas forças que reuniu em Chaves e participado na defesa de Amarante contra os franceses, sob o comando do general Louis Henri Loison. 
Em 1813 era Tenente-Coronel, comandante do Regimento de Cavalaria n.º 11, integrado na Brigada sob o comando do Marechal de Campo Thomas Bradford.
Em Julho de 1823, após a Abrilada era-lhe concedido o título de Visconde de Azenha a que acresceram a medalha da Fidelidade ao Rei e à Pátria e da Heroica Fidelidade Transmontana.
Como muitos dos seus contemporâneos, após a declaração de independência do Brasil por D. Pedro IV de Portugal e a morte do rei D. João VI seu pai, revelou-se partidário dos direitos do Infante D. Miguel, tendo participado nos levantamentos militares que se seguiram ao juramento da Carta Constitucional de 1826 e emigrado para Espanha até 1828, após a fuga das tropas do Marquês de Chaves e dos outros caudilhos miguelistas. 
Em 1829, já coronel foi agraciado com o grau de comendador da Ordem da Torre e Espada e condecorado com a Cruz de Condecoração para Oficiais da Guerra Peninsular, de prata.
Promovido a marechal de campo do Exército Realista, em Janeiro de 1832, acabaria por ser destituído, por desavenças com D. Miguel I, e ser preso, um ano volvido, no Forte de São Julião da Barra e na Torre de Belém, recuperando a liberdade após a partida para o exílio desse rei em 1834.

## Dados genealógicos
Casou com D. Gracia Leite de Almada Machado e Melo. filha de Inácio Leite Pereira de Almada Pinheiro e de Catarina Flávia Machado de Melo Pereira Malheiro
Tiveram:
- Bernardo Correia Leite de Morais Almada e Castro, 1.º conde de Azenha casado com Maria Custódia Clemência dos Anjos de Sousa de Vasconcelos e Gouveia Coutinho
- Carlota Carolina Correia Leite de Almada de Moraes e Castro casada com Vicente Machado Pinheiro de Melo, 11º senhor do morgado de Pindela
- Rosa Ricardina Correia de Morais de Almada e Castro
- Inácio Correia de Morais de Almada e Castro
- Emília Corrêa de Moraes Leite de Almada e Castro casada com Santiago Garcia y Mendoza.
- Catarina Lusitana Correia de Morais Leite de Almada e Castro casada com José António de Oliveira Leite de Barros, 1º conde de Basto